# Sidney Nolan
Pour les articles homonymes, voir Nolan.
Sidney Nolan, né le 22 avril 1917 à Calton, dans l’État de Victoria - mort le 28 novembre 1992 à Londres, est un peintre dont les œuvres appartiennent au mouvement d'art moderne qui secoua l'Australie dans les années 1950 en choquant violemment les milieux bourgeois et nobles.

## Biographie
Nolan est né à Melbourne et fréquenta l'école de la « National Gallery Art ». Il était un ami très proche des collectionneurs d'art John et Sunday Reed et il est considéré comme l'une des figures marquantes du « cercle de Heide » qui comprend aussi Albert Lee Tucker, Joy Hester, Arthur Boyd et John Boyd Perceval.
En 1938, il épousa sa première femme, Elisabeth, dont il se sépara très vite à cause de sa liaison avec les Reed. Il rejoignit le groupe des « Angry Penguins » dans les années 1940.

## Distinctions et honneurs
- Chevalier (Knight Bachelor - 1981)[1]
- Membre de l'Ordre du Mérite britannique (OM - 1983)[2]
- Compagnon de l'Ordre d'Australie (AC - 1988)[3]
- Membre de la Royal Academy (RA - 1991)[4]